# Condado de Peñaranda de Bracamonte
El condado de Peñaranda de Bracamonte es un título nobiliario español creado el 31 de enero de 1602 por el rey Felipe III en favor de Alonso de Bracamonte y Guzmán, VI señor de Bracamonte. Su nombre se refiere a este lugar, hoy en día territorio de Peñaranda de Bracamonte, en la provincia de Salamanca.
Los orígenes del condado se remontan a 1409, cuando Álvaro Dávila compra la mitad del lugar de Peñaranda al Alguacil Mayor de Fernando I.  En 1418, compra la otra mitad a los herederos del Montero Mayor del rey, y se convierte en primer señor de Peñaranda.  Al adoptar sus descendientes el apellido de su esposa Juana, la hija de Robert de Bracquemont, el primogénito de Dávila, Álvaro de Bracamonte, se convierte en segundo señor de Peñaranda.  El historiador Alfonso Franco Silva considera a Dávila "el verdadero fundador del que muchos años más tarde sería el Condado de Peñaranda."
El 24 de octubre de 1676, Carlos II le concedió a Gregorio de Bracamonte Guzmán y Bracamonte Portocarrero, futuro IV conde de Peñaranda de Bracamonte, la grandeza de España ad personam, la cual fue elevada a grandeza perpetua por Felipe V el 3 de diciembre de 1703.

## Condes de Peñaranda de Bracamonte
|                                             | Titular                                                     | Periodo                 |
| Creación por Felipe III                     | Creación por Felipe III                                     | Creación por Felipe III |
| ------------------------------------------- | ----------------------------------------------------------- | ----------------------- |
| I                                           | Alonso de Bracamonte y Guzmán                               | 1602-1623               |
| II                                          | Baltasar Manuel de Bracamonte Guzmán y Pacheco de Mendoza   | 1623-¿?                 |
| III                                         | María de Bracamonte y Portocarrero                          | ¿?-1677                 |
| Grandeza ad personam otorgada por Carlos II |                                                             |                         |
| IV                                          | Gregorio de Bracamonte Guzmán y Bracamonte Portocarrero     | 1677-1689               |
| V                                           | Antonia de Bracamonte Guzmán y Luna                         | 1689-1703               |
| Grandeza perpetua otorgada por Felipe V     |                                                             |                         |
| VI                                          | Agustín Fernández de Velasco y Bracamonte                   | 1703-1741               |
| VII                                         | Bernardino IV Fernández de Velasco y Pimentel               | 1741-1771               |
| VIII                                        | María de la Portería Fernández de Velasco y Pacheco         | 1771-1796               |
| IX                                          | Diego Fernández de Velasco                                  | 1796-1811               |
| X                                           | Bernardino Fernández de Velasco                             | 1811-1851               |
| XI                                          | Ana Valentina Fernández de Velasco y Roca de Togores        | 1847-1852               |
| XII                                         | José María Bernardino Silverio Fernández de Velasco y Jaspe | 1852-1859               |
| XIII                                        | Bernardina Fernández de Velasco y Roca de Togores           | 1859-1869               |
| XIV                                         | María de la Piedad Téllez-Girón y Fernández de Velasco      | 1870-1897               |
| XV                                          | María del Rosario Téllez-Girón y Fernández de Córdoba       | 1902-1951               |
| XVI                                         | Ángela María Téllez-Girón y Duque de Estrada                | 1953-2015               |
| XVII                                        | Ángela María de Solís-Beaumont y Téllez-Girón               | 2016-hoy                |

## Historia de los condes de Peñaranda de Bracamonte
- Alonso Álvaro de Bracamonte Dávila y Guzmán (1563-1623), I conde de Peñaranda de Bracamonte, asistente de Sevilla, caballero de la Orden de Santiago, maestre y general de campo, gentilhombre de cámara de Felipe III de Castilla, ayo del infante Carlos.[5][1]

Casó con Juana Pacheco de Toledo y Mendoza, hija de Juan Pacheco, I conde de la Puebla de Montalbán, y su esposa Juana de Toledo y Silva, IV señora de Gálvez y Jumilla. Le sucedió su hijo:
- Baltasar Manuel de Bracamonte y Pacheco (m. 1637), II conde de Peñaranda de Bracamonte.[5][6]

Casó con María Manuel de Portocarrero y Luna, hija de Cristóbal Osorio Portocarrero, II conde de Montijo, y su esposa Antonia de Luna y Enríquez. Le sucedió su hija:
- María de Bracamonte y Portocarrero (m. 1678), III condesa de Peñaranda de Bracamonte.[5][6]

Casó con su tío paterno Gaspar de Bracamonte y Guzmán Pacheco (m. 1703), diplomático, virrey de Nápoles, presidente de los consejos de OO.MM, Indias e Italia y de la junta de gobierno durante la minoría de Carlos de Habsburgo. Le sucedió su hijo:
- Gregorio Jenaro de Bracamonte Pacheco Dávila y Portocarrero (m. Madrid, 8 de diciembre de 1689), IV conde de Peñaranda de Bracamonte, grande de España ad personam, comendador mayor de Castilla en la Orden de Calatrava.[5][8]

Casó en primeras nupcias en Madrid el 3 de abril de 1679 con su prima María de la Soledad Velasco Tovar y Fernández de Córdoba y en segundas nupcias, el 21 de octubre de 1685, con Luisa Spínola y Colonna, hija de Pablo Spínola Doria, III marqués de los Balbases, y su esposa Ana María Brígida Colonna. Le sucedió su tía:
- Antonia de Bracamonte y Portocarrero (m. 1 de febrero de 1703), V condesa de Peñaranda de Bracamonte.[5][8]

Casó con Pedro Fernández de Velasco, II marqués del Fresno. Le sucedió su hijo:
- Agustín Fernández de Velasco y Bracamonte (Madrid, baut. 1 de noviembre de 1669-24 de agosto de 1741), VI conde de Peñaranda de Bracamonte, X duque de Frías, XIV conde de Haro, XI conde de Castilnovo, III marqués del Fresno, IX conde de Salazar de Velasco, comendador de Portezuelo, gentilhombre de cámara del rey, sumiller de corps de los reyes Felipe V, Luis I y Fernando VI.[11][12]

Casó con Manuela Pimentel y Zúñiga (m. 1742), hija de Francisco Casimiro Antonio Pimentel de Quiñones y Benavides, IX duque de Benavente, XIII conde de Mayorga, XI conde de Luna etc., y su esposa Teresa Sarmiento de la Cerda. Le sucedió su hijo:
- Bernardino Fernández de Velasco y Pimentel (m. 1771), VII conde de Peñaranda de Bracamonte, XI duque de Frías, XV conde de Haro, X conde de Salazar de Velasco, XV conde de Alba de Liste, IV vizconde de Sauquillo, XVII conde de Luna, IV marqués de Cilleruelo.[13][12]

Casó en 1728 con María Josefa Pacheco y Téllez Girón (1707-1786), hija de Manuel Gaspar Alonso Pacheco Téllez-Girón y Sandoval, V duque de Uceda, y su esposa Josefa Antonia María Álvarez de Toledo-Portugal y Pacheco. Le sucedió su hija:
- María de la Portería Francisca Fernández de Velasco Tovar y Pacheco (3 de noviembre de 1735-23 de mayo de 1796), VIII condesa de Peñaranda de Bracamonte, XVIII condesa de Luna, V vizcondesa de Sauquillo, VI marquesa del Fresno.[13][12]

Casó con su primo Andrés Manuel Alonso Téllez-Girón Pacheco y Toledo (m. 1789), VII duque de Uceda. Le sucedió su hijo:
- Diego Fernández de Velasco (Madrid, 8 de noviembre de 1754-París, 11 de febrero de 1811), IX conde de Peñaranda de Bracamonte, VIII duque de Uceda, XIII duque de Frías, XIII duque de Escalona, X marqués de Frómista, VIII marqués de Belmonte, VIII marqués de Caracena, XIII marqués de Berlanga, IX marqués de Toral, VI marqués de Cilleruelo, XII marqués de Jarandilla, XIII marqués de Villena, VIII conde de Pinto, VII marqués del Fresno, X marqués de Frechilla y Villarramiel, X marqués del Villar de Grajanejos, XVII conde de Haro, XVII conde de Castilnovo, XIX conde de Luna, VII conde de la Puebla de Montalbán, XII conde de Salazar de Velasco, XV conde de Fuensalida, IX conde de Colmenar de Oreja, XV conde de Oropesa, XIV conde de Alcaudete, XIV conde de Deleytosa, XVII conde de Alba de Liste, caballero de la Orden del Toisón de Oro y de la Orden de Santiago.[13][12]

Casó el 17 de julio de 1780, en Madrid, con Francisca de Paula de Benavides y Fernández de Córdoba (1757-1827), hija de Antonio de Benavides y de la Cueva, II duque de Santisteban del Puerto etc. Le sucedió su hijo:
- Bernardino Fernández de Velasco Pacheco y Téllez-Girón (20 de junio de 1783-28 de mayo de 1851), X conde de Peñaranda de Bracamonte, IX duque de Uceda, XIV duque de Frías, XIV duque de Escalona, IX marqués de Belmonte, XI marqués de Frómista, IX marqués de Caracena, XIV marqués de Berlanga, X marqués de Toral, XIV marqués de Villena, IX conde de Pinto, VIII marqués del Fresno, XIII marqués de Jarandilla, XI marqués de Frechilla y Villarramiel, XI marqués del Villar de Grajanejos, XVIII conde de Haro, XIII conde de Salazar de Velasco, XVIII conde de Castilnovo, XVIII conde de Alba de Liste, XX conde de Luna, VIII conde de la Puebla de Montalbán, XVI conde de Fuensalida, X conde de Colmenar de Oreja, XVI conde de Oropesa, XV conde de Alcaudete, XV conde de Deleytosa, caballero del Toisón de Oro y de la Orden de Calatrava, embajador en Londres, consejero de Estado durante el Trienio Liberal (1820-1823), enviado a París en 1834 como representante especial en la negociación y firma de la Cuádruple Alianza, presidente del gobierno (1838).[15][12]

Casó en primeras nupcias en 1802 con María Ana Teresa de Silva Bazán y Waldstein (m. 1805), hija de José Joaquín de Silva Bazán y Sarmiento, IX marqués de Santa Cruz, X marqués del Viso, VII y último marqués de Bayona, VI marqués de Arcicóllar, conde de Montauto, y conde de Pie de Concha. Sin descendientes de este matrimonio.
Casó en segundas nupcias con María de la Piedad Roca de Togores y Valcárcel (1787-1830), hija de Juan Nepomuceno Roca de Togores y Scorcia, I conde de Pinohermoso, XIII barón de Riudoms.
Casó en terceras nupcias (matrimonio desigual, post festam, legitimando la unión de hecho) con Ana Jaspe y Macías (m. 1863).
El 12 de junio de 1847 le sucedió, por cesión, una hija de su tercer matrimonio:
- Ana Valentina Fernández de Velasco y Roca de Togores (1834-15 de mayo de 1852), XI condesa de Peñaranda de Bracamonte, XXI condesa de Luna.[18][19]

Sin descendencia. En 1852 le sucedió su hermano:
- José María Bernardino Silverio Fernández de Velasco y Jaspe (París, 20 de junio de 1836-20 de mayo de 1888), XII conde de Peñaranda de Bracamonte, XV duque de Frías, XX conde de Haro, XVII conde de Fuensalida, XVII conde de Oropesa, X marqués de Belmonte, XV marqués de Berlanga, XI marqués de Toral, X marqués de Caracena, IX marqués del Fresno, XII marqués de Frómista, XII marqués de Frechilla y Villamarriel, XIV marqués de Jarandilla, XII marqués de Villar de Grajanejos, XXII conde de Luna, XVI conde de Alcaudete, XVI conde de Deleytosa, XIV conde de Salazar de Velasco, XI conde de Colmenar de Oreja, caballero de la Real Maestranza de Sevilla.[18][19]

Casó en primeras nupcias en 1864 con Victoria Balfe (1837-1871), cantante de ópera, y en segundas nupcias, en 1880, con María del Carmen Pignatelli de Aragón y Padilla (n. 1855). El 2 de diciembre de 1859 le sucedió, por cesión, su hermana:
- Bernardina María de la Presentación Fernández de Velasco y Roca de Togores (1815-1869), XIII condesa de Peñaranda de Bracamonte, X duquesa de Uceda, XXIII condesa de Luna, X condesa de Pinto.[18]

Casó en 1838 con Tirso María Téllez-Girón y Fernández de Santillán (1817-1871). El 15 de diciembre de 1870 le sucedió su hija:
- María de la Piedad Téllez-Girón y Fernández de Velasco (Madrid, 16 de diciembre de 1847-2 de diciembre de 1897), XIV condesa de Peñaranda de Bracamonte, XVII duquesa de Medina de Rioseco.[20]

Casó el 16 de julio de 1871 con Alberto María Cayetano Manso de Velasco y Chaves (n. 1834), VI conde de Superunda, VII marqués de Bermudo, V marqués de Rivas del Jarama. Sin descendencia. El 29 de agosto de 1902 le sucedió su sobrina:
- María del Rosario Téllez-Girón y Fernández de Córdoba, Pacheco Velasco y Pérez de Barradas (Madrid, 7 de septiembre de 1872-11 de noviembre de 1951), XV condesa de Peñaranda de Bracamonte, XVIII duquesa de Medina de Rioseco, XII condesa de Pinto.[20]

Sin descendencia. El 30 de octubre de 1953 le sucedió su sobrina:
- Ángela María Téllez-Girón y Duque de Estrada (Pizarra, Málaga, 7 de febrero de 1925-Sevilla, 29 de mayo de 2015), XVI condesa de Peñaranda de Bracamonte, XIV duquesa de Uceda, XVI marquesa de Villafranca del Bierzo, XX condesa de Ureña, XII marquesa de Jabalquinto, XX condesa-XVII duquesa de Benavente, XVI duquesa de Arcos, XIX duquesa de Gandía, XVIII marquesa de Lombay, XX duquesa de Medina de Rioseco, XIII condesa de Pinto, XIII condesa de la Puebla de Montalbán, IX duquesa de Plasencia, XVII marquesa de Frechilla y Villarramiel, XX condesa de Oropesa, XIV marquesa de Toral, XXI condesa de Alcaudete, XVIII marquesa de Berlanga, XIII marquesa de Belmonte, XVII condesa de Salazar de Velasco, XVII marquesa de Jarandilla, XIV marquesa de Villar de Grajanejos, XV marquesa de Frómista, XIX duquesa de Escalona, XX condesa de Fuensalida, dama de la Real Maestranza de Caballería de Zaragoza y de la de Valencia, Gran Cruz de la Orden Constantiniana de San Jorge, de la Orden de Malta, de la Orden del Santo Cáliz de Valencia y de la Real Asociación de Hidalgos a Fuero de España.[21]

Casó en 1946 en primeras nupcias, en Espejo (Córdoba), con Pedro de Solís-Beaumont y Lasso de la Vega (1916-1959), caballero maestrante de Sevilla, y en segundas, en 1963, con José María de Latorre y Montalvo (1922-1991), VII marqués de Montemuzo, VIII marqués de Alcántara del Cuervo. El 15 de abril de 2016, previa orden del 17 de marzo del mismo año para que se expida la correspondiente carta de sucesión (BOE del día 30 del mes), le sucedió su hija:
- Ángela María de Solís-Beaumont y Téllez-Girón (n. Sevilla, 21 de noviembre de 1950), XVII condesa de Peñaranda de Bracamonte, XIII marquesa de Jabalquinto, XVII marquesa de Villafranca del Bierzo, XVII marquesa de Peñafiel, XVII duquesa de Arcos, XVIII marquesa de Jarandilla, XXIV marquesa de Lombay, XXI condesa-XVIII duquesa de Benavente, XIV condesa de Pinto, XIV condesa de la Puebla de Montalbán, XXI condesa de Oropesa, XXII condesa de Alcaudete, XIX marquesa de Berlanga, XVIII marquesa de Frechilla y Villarramiel, XV marquesa del Toral, dama de la Real Maestranza de Zaragoza, dama de la Asociación de Hidalgos a Fuero de España.[22]

Casó en primeras nupcias el 3 de marzo de 1973, en Puebla de Montalbán, con Álvaro María de Ulloa y Suelves, XI marqués de Castro Serna, en segundas con José Antonio Muñiz y Beltrán y en terceras con Pedro Romero de Solís.